# 社会党 (ベルギー・ワロン地域)
社会党（しゃかいとう、フランス語：Parti Socialiste、略称：PS）は、ベルギーの政党。ベルギー南部のフランス語圏のワロン地域を基盤とする社会民主主義政党である。ワロン系社会党 と意訳されることも多い。
1885年に創設された ベルギー労働党 を起源とする。第二次世界大戦後の1945年に ベルギー社会党 となり、さらに1978年にベルギー北部のフランデレン地域の党（現在の社会党・別）と分割された。
ベルギー北部のフランデレン地域の社会党・別に比べ、ベルギー南部の社会党 (ベルギー・ワロン地域)は比較的、勢力を有していた。

2007年の総選挙では、下院である代議院では150議席のうち20議席を獲得、上院である元老院では71議席（王族を含まない）のうち8議席を確保した。選挙後はフランデレン地域の党とは異なりイヴ・ルテルム連立政権に参加、与党となった。またワロン地域議会のほか、ドイツ語共同体議会にも進出している。
2010年の総選挙においては代議院で26議席を獲得して第2党となった。しかしフランデレン地域のベルギーからの自治拡大を主張して第1党となった新フラームス同盟が与党に加わらないとしたため、各党は連立政権をなかなか形成できず、政局は混迷した。結局、社会党から党首のエリオ・ディルポが首相となるまで、535日の政治空白があった。この政府が作られなかった期間はイラクを遥かに越えて最長記録とされる。2010年6月の選挙以降、新政権発足までに約1年半もかかった原因は南部のフランス語圏のワロン地域と北部のオランダ語圏のフランデレン地方の対立にあった。
2014年の総選挙においても、第一党だった新フラームス同盟はさらに議席を増やし、社会党も代議院で23議席を得て代議院における第2党の地位を維持した。しかし、社会党は選挙後の政党間協議によって成立したシャルル・ミシェル連立政権には参加せず、野党となった。
ヨーロッパレベルでは欧州社会党に、世界レベルでは社会主義インターナショナルに加盟している。